# ディズニー・ミュージック・グループ
ディズニー・ミュージック・グループ（Disney Music Group）は、アメリカ合衆国の音楽出版社。ウォルト・ディズニー・カンパニーの子会社であるウォルト・ディズニー・スタジオの音楽部門を担当している。

## 概要
ウォルト・ディズニー・カンパニーの音楽部門を担当する会社として1956年12月8日に設立された。ウォルト・ディズニー・レコードとハリウッド・レコードの2つのレーベルを保有する他、ディズニー音楽の著作権などを管理するディズニー・ミュージック・パブリッシングや、ディズニー関連のコンサートを行うディズニー・コンサートを子会社に持つ。日本では、ユニバーサル ミュージック合同会社が契約を結び、当社傘下のウォルト・ディズニー・レコードとハリウッド・レコードの音楽ソフト販売を担当する。

## ディズニー・ミュージック・パブリッシング
ディズニー部門の音楽の著作権などを管理する音楽出版社である。

## レーベル
- ウォルト・ディズニー・レコード
  - 1956年2月4日設立。ディズニー映画のサウンドトラックやそのリミックス版の販売を中心に展開している。近年ではディズニー・チャンネルやラジオ・ディズニー出身のアーティストの作品も販売している。2017年にはソニー・クラシカルから全てのスター・ウォーズ音楽販売の権利を獲得した[2]。
- ハリウッド・レコード
  - 1990年1月1日設立。ポップ・ミュージックを中心に様々なアーティストと契約を結び販売している。またマーベル・コミック原作作品のサウンドトラックも販売している。
- マーベル・ミュージック
  - 1994年に設立。マーベル・エンターテインメントを2009年に買収[3][出典無効][4][5] し、ディズニー傘下となる。ハリウッド・レコードと共にマーベル・コミックからウォルト・ディズニー・スタジオ傘下のマーベル・スタジオのサウンドトラックを販売している。
- ブエナ・ビスタ・レコード
  - 1959年に設立。主にディズニー・ライブアクション作品のミュージカルの本格的なサウンドトラックや当時ディズニーと契約していた俳優によるレコーディングに専念していた[6]。ブエナ・ビスタ・レコードは、DMGとユニバーサル ミュージック グループ ナッシュビル（現：ミュージック・コーポレーション・オブ・アメリカ（MCA））の合弁事業として、2017年4月にカントリー・ミュージックを中心に再設立した[7]。

## 姉妹会社
- ウォルト・ディズニー・モーション・ピクチャーズ・グループ - 映画製作。
- ディズニー・シアトリカル・グループ - ショーやミュージカル製作。